# Câu lạc bộ bóng đá Khánh Hòa (1976)
Câu lạc bộ bóng đá Khánh Hòa là câu lạc bộ bóng đá tại Việt Nam có trụ sở ở thành phố Nha Trang, tỉnh Khánh Hòa, từng thi đấu tại giải vô địch chuyên nghiệp quốc gia Việt Nam V-League. Thành tích tốt nhất của Câu lạc bộ là xếp thứ 4 mùa giải 2010. Cuối năm 2012, đơn vị chủ quản của câu lạc bộ là Tổng công ty Khánh Việt tuyên bố không tiếp tục duy trì đội hình thi đấu chuyên nghiệp do không đủ khả năng tài chính. Toàn bộ ban huấn luyện và đội hình chuyên nghiệp cùng suất thi đấu tại 2013 sẽ được chuyển giao cho Vicem Hải Phòng.

## Lịch sử
Tiền thân của đội là Đội bóng đá Phú Khánh, thành lập vào năm 1976. Là đội bóng nghiệp dư đại diện cho tỉnh Phú Khánh, đội bắt đầu tham gia Giải vô địch bóng đá Việt Nam từ năm 1980 và nhiều năm liền đạt thành tích tốt. Tại Giải bóng đá vô địch quốc gia Việt Nam 1987, đội lọt vào vòng bán kết và đạt hạng 4.
Kết thúc Giải phân hạng 1989, đội được xếp vào thi đấu ở Giải A1. Cũng trong năm đó, tỉnh Phú Khánh tách ra thành 2 tỉnh Khánh Hòa và Phú Yên, đội được chuyển về cho tỉnh Khánh Hòa quản lý với tên gọi Đội bóng đá Khánh Hòa. Tại mùa giải 1991, đội đã thi đấu thành công, giành được suất thăng hạng. Tuy nhiên, đội không duy trì được phong độ khi vào mùa giải năm 1992, và phải chấp nhận xuống thi đấu trở lại ở Giải A1.
Đội trở lại thi đấu ở Giải bóng đá vô địch quốc gia Việt Nam 1995 và duy trì được vị trí ở các mùa giải sau đó.
Tại Giải vô địch quốc gia chuyên nghiệp lần đầu tiên mùa bóng năm 2000-01, đội có thành tích tệ nhất giải khi thi đấu 18 trận, chỉ có 7 điểm gồm: 1 trận thắng, 4 trận hòa và 13 trận thua, ghi được 15 bàn thắng và để thủng lưới 36 bàn. Nhưng 15 bàn thắng đó, Đặng Đạo đã chiếm số bàn thắng hơn 1/2 số bàn thắng mà đội ghi được. Kết quả tồi tệ này còn ảnh hưởng tại Giải hạng Nhất mùa bóng 2001-2002. Do bị khủng hoảng cầu thủ, đội có một kết quả thi đấu tồi và nhận kết quả phải xuống thi đấu ở giải hạng Nhì năm sau.
Mùa bóng năm 2004, dưới sự tài trợ của Tổng công ty Khánh Việt của ông bầu Nguyễn Xuân Hoàng, đội thi đấu khá thành công và giành được chức vô địch Giải hạng Nhì, giành được suất thi đấu ở Giải hạng Nhất.
Ngày 1 tháng 11 năm 2004, đội chính thức chuyển sang mô hình câu lạc bộ bóng đá chuyên nghiệp khi Ủy ban Nhân dân tỉnh Khánh Hòa chính thức bàn giao đội bóng cho Tổng Công ty Khánh Việt quản lý với tên gọi mới là Câu lạc bộ bóng đá KHATOCO Khánh Hòa.
Tại giải hạng nhất 2005, đội thi đấu thành công với 41 điểm, trong đó có: 12 trận thắng, 5 trận hòa và 5 trận thua, giành được quyền thi đấu tại V-league. Dù đoạt chức vô địch Giải hạng Nhất, nhưng số trận thắng của đội còn ít hơn cả Tiền Giang.

## Thành tích thi đấu ở giải chuyên nghiệp
- Mùa bóng 2006: Hạng 6 và đoạt giải phong cách.
- Mùa bóng 2007: Hạng 10.
- Mùa bóng 2008: Hạng 6.
- Mùa bóng 2009: Hạng 8.
- Mùa bóng 2010: CLB đứng thứ 4 với 13 trận thắng, 4 trận hòa và 9 trận thua, ghi được 42 bàn thắng và để thủng lưới 42 bàn, đáng chú ý hơn là kể từ sau khi nghỉ World Cup 2010, CLB đã lột xác, sau khi thắng nhà đương kim vô địch là SHB Đà Nẵng với tỉ số 4-1, hòa TĐCS Đồng Tháp trên sân vận động Cao Lãnh với tỉ số 1-1. Sau đó thắng Sông Lam Nghệ An với tỉ số 4-2 trên sân vận động Vinh, rồi đè bẹp cựu vô địch Becamex Bình Dương trên sân nhà với tỉ số 5-1. Chuỗi trận ấn tượng đó bị cắt bởi Lam Sơn Thanh Hóa khi bại trận trên Sân vận động Thanh Hóa với tỉ số 2-3. Ở vòng đấu cuối, nếu không chơi chủ quan trước một Hòa Phát Hà Nội đã chắc chắn trụ hạng, Khánh Hòa đã đứng thứ 3.
- Mùa bóng 2011: CLB xếp thứ 11 chung cuộc, ghi 28 bàn thắng để lọt lưới 34 bàn, giành được 32 điểm và được trụ hạng.

Trong suốt 7 năm thi đấu với mô hình bán chuyên nghiệp, đầu tháng 12 năm 2011, đề án thành lập Công ty Cổ phần Bóng đá Khánh Hòa đã được Ủy ban Nhân dân tỉnh Khánh Hòa thông qua, chuyển đổi hoàn toàn Câu lạc bộ bóng đá Khánh Hòa từ mô hình bán chuyên nghiệp sang mô hình chuyên nghiệp.
Tuy nhiên, sau khi kết thúc mùa giải 2012, do những khó khăn tài chính, các lãnh đạo Câu lạc bộ đã quyết định bán lại suất dự V-League 2013 cho Vicem Hải Phòng, cùng với nhiều cầu thủ của đội hình 1, chỉ giữ lại vài trụ cột cùng ban huấn luyện để bổ sung cho đội hình 2. Các lãnh đội cũng quyết định rút lui không thi đầu tại giải hạng nhất mùa giải 2013 và dự kiến ngày 31 tháng 3 năm 2013, Tổng công ty Khánh Việt sẽ bàn giao đội bóng cho Sở Văn hóa -Thể thao-Du lịch Khánh Hòa quản lý.

## Thành tích
- V League: 0

Giải phong cách (1): 2006
- Giải hạng nhất: 1

Vô địch (1): 2005
- Giải vô địch bóng đá U21 Việt Nam:

Vô địch (1): 2007
Hạng 3 (1): 2008
- Giải vô địch bóng đá U19 Việt Nam:

Hạng nhì (1): Năm 2006
- KTV Cup:1 lần

2005
- Giải vô địch bóng đá hạng nhì Việt Nam: 1

Vô địch (1): 2004

## Sân vận động

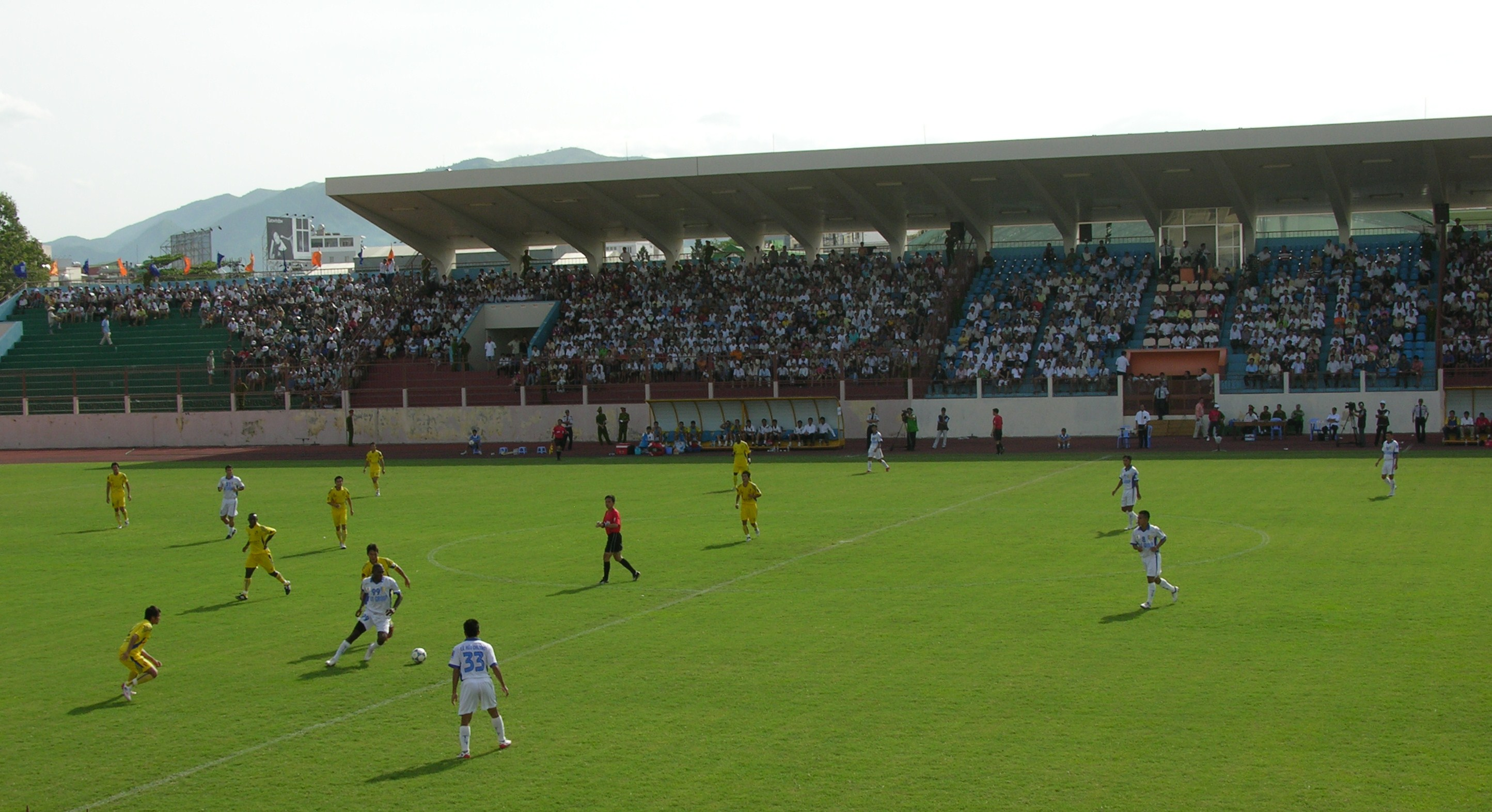
Trận đấu giữa Khatoco Khánh Hòa và T&T Hà Nội tại Sân Nha Trang, vòng đấu thứ 24 tại V-League 2009

Sân nhà của đội bóng là Sân vận động 19 tháng 8 còn có tên khác là Sân vận động Nha Trang ở thành phố Nha Trang, có sức chứa khoảng 18000 khán giả.

## Thành viên nổi bật

### Cầu thủ trẻ xuất sắc nhất
Cầu thủ đoạt giải Cầu thủ trẻ xuất sắc nhất khi đang chơi cho Khatoco Khánh Hòa:
- Lê Tấn Tài 1985 – 2005
- Nguyễn Hải Hưởng 1981 - 2003

### Vua phá lưới
Cầu thủ đoạt giải Vua phá lưới khi đang chơi cho Khánh Hòa:
- Đặng Đạo – 2000-01 (11 bàn)

## Huấn luyện viên
- Alfred Riedl (2001)
- Trần Bình Sự (2002)
- Nguyễn Hồng Quang (2001,2002)
- David Booth (2005)
- Dương Quang Hổ (2000,2005)
- Nguyễn Ngọc Hảo (2006)
- Lê Hữu Tường (tháng 11 năm 2006 - tháng 8 năm 2007)
- Hoàng Anh Tuấn (tháng 8 năm 2007 - tháng 12 năm 2012)

## Thành tích từ khiV-Leaguethành lập
| Thành tích của Khatoco Khánh Hòa từ khi V-League được thành lập | Thành tích của Khatoco Khánh Hòa từ khi V-League được thành lập | Thành tích của Khatoco Khánh Hòa từ khi V-League được thành lập | Thành tích của Khatoco Khánh Hòa từ khi V-League được thành lập | Thành tích của Khatoco Khánh Hòa từ khi V-League được thành lập | Thành tích của Khatoco Khánh Hòa từ khi V-League được thành lập | Thành tích của Khatoco Khánh Hòa từ khi V-League được thành lập | Thành tích của Khatoco Khánh Hòa từ khi V-League được thành lập | Thành tích của Khatoco Khánh Hòa từ khi V-League được thành lập | Thành tích của Khatoco Khánh Hòa từ khi V-League được thành lập | Thành tích của Khatoco Khánh Hòa từ khi V-League được thành lập | Thành tích của Khatoco Khánh Hòa từ khi V-League được thành lập |
| Năm                                                             | Hạng đấu                                                        | Hạng đấu                                                        | Hạng đấu                                                        | Thành tích                                                      | St                                                              | T                                                               | H                                                               | B                                                               | Bt                                                              | Bb                                                              | Điểm                                                            |
| Năm                                                             | I                                                               | II                                                              | III                                                             | Thành tích                                                      | St                                                              | T                                                               | H                                                               | B                                                               | Bt                                                              | Bb                                                              | Điểm                                                            |
| --------------------------------------------------------------- | --------------------------------------------------------------- | --------------------------------------------------------------- | --------------------------------------------------------------- | --------------------------------------------------------------- | --------------------------------------------------------------- | --------------------------------------------------------------- | --------------------------------------------------------------- | --------------------------------------------------------------- | --------------------------------------------------------------- | --------------------------------------------------------------- | --------------------------------------------------------------- |
| 2000-01                                                         |                                                                 |                                                                 |                                                                 | Thứ 10                                                          | 18                                                              | 1                                                               | 4                                                               | 13                                                              | 15                                                              | 36                                                              | 7                                                               |
| 2001–02                                                         |                                                                 |                                                                 |                                                                 | Thứ 12                                                          | 22                                                              | 3                                                               | 6                                                               | 13                                                              | 13                                                              | 38                                                              |                                                                 |
| 2003                                                            |                                                                 |                                                                 |                                                                 |                                                                 |                                                                 |                                                                 |                                                                 |                                                                 |                                                                 |                                                                 |                                                                 |
| 2004                                                            |                                                                 |                                                                 |                                                                 | Vô địch                                                         |                                                                 |                                                                 |                                                                 |                                                                 |                                                                 |                                                                 |                                                                 |
| 2005                                                            |                                                                 |                                                                 |                                                                 | Vô địch                                                         | 22                                                              | 12                                                              | 5                                                               | 5                                                               | 35                                                              | 17                                                              | 41                                                              |
| 2006                                                            |                                                                 |                                                                 |                                                                 | Thứ 6                                                           | 24                                                              | 10                                                              | 5                                                               | 9                                                               | 30                                                              | 25                                                              | 35                                                              |
| 2007                                                            |                                                                 |                                                                 |                                                                 | Thứ 10                                                          | 26                                                              | 10                                                              | 4                                                               | 12                                                              | 30                                                              | 31                                                              | 34                                                              |
| 2008                                                            |                                                                 |                                                                 |                                                                 | Thứ 6                                                           | 26                                                              | 10                                                              | 9                                                               | 7                                                               | 34                                                              | 29                                                              | 39                                                              |
| 2009                                                            |                                                                 |                                                                 |                                                                 | Thứ 8                                                           | 26                                                              | 9                                                               | 8                                                               | 9                                                               | 36                                                              | 35                                                              | 35                                                              |
| 2010                                                            |                                                                 |                                                                 |                                                                 | Thứ 4                                                           | 26                                                              | 13                                                              | 4                                                               | 9                                                               | 42                                                              | 42                                                              | 43                                                              |
| 2011                                                            |                                                                 |                                                                 |                                                                 | Thứ 11                                                          | 26                                                              | 9                                                               | 5                                                               | 12                                                              | 28                                                              | 34                                                              | 32                                                              |
| 2012                                                            |                                                                 |                                                                 |                                                                 | Thứ 12                                                          | 26                                                              | 9                                                               | 5                                                               | 12                                                              | 32                                                              | 34                                                              | 32                                                              |